# Sorindeia madagascariensis
Sorindeia madagascariensis är en sumakväxtart som beskrevs av Dc.. Sorindeia madagascariensis ingår i släktet Sorindeia och familjen sumakväxter. Inga underarter finns listade i Catalogue of Life.